# Aprica
Aprica est une commune de la province de Sondrio dans la région Lombardie en Italie.

## Cyclisme
Aprica, montée classée en troisième catégorie, accueille parfois des passages et arrivées du tour d'Italie. Ainsi Aprica fut l'arrivée de la seizième étape du tour d'Italie 2015. C'est Mikel Landa qui franchissait la ligne en vainqueur, s'extirpant d'un trio de tête avec Steven Kruijswijk et Alberto Contador. Ce dernier consolidait son maillot rose à la suite de son attaque dans le Mortirolo, qui lui avait permis de creuser l'écart sur Fabio Aru, son plus dangereux adversaire.
Une arrivée fut organisée lors de la 16e étape du Giro 2022, mais en descente après avoir grimpé le Valico di Santa Cristina (1 448 m); étape remportée par Jan Hirt.

## Jumelage
Legnano (Italie) depuis 2008

## Administration
| Période                                  | Période  | Identité          | Étiquette | Qualité |
| ---------------------------------------- | -------- | ----------------- | --------- | ------- |
| 07/06/2007                               | En cours | Carla Cioccarelli |           |         |
| Les données manquantes sont à compléter. |          |                   |           |         |

### Communes limitrophes
Corteno Golgi, Teglio, Villa di Tirano